# Тестировщик
Тестировщик (испытатель, тестер) — специалист, принимающий участие в тестировании компонента или системы. В его обязанность входит поиск вероятных ошибок и сбоев в функционировании объекта тестирования (продукта, программы). Тестировщик моделирует различные ситуации, которые могут возникнуть в процессе использования предмета тестирования, чтобы разработчики смогли исправить обнаруженные ошибки.
Конкретная цель группы тестирования меняется от компании к компании, но за деталями есть общий фактор. Тестируют для поиска информации. Критические решения по проекту или продукту принимают на основе этой информации.
По субъекту тестирования могут выделяться альфа-тестировщики — непрофессионально проводящие тестирование программы, находящейся на ранней стадии разработки («альфа-версия» и бета-тестировщики — пользователи, взявшие на себя обязательства по тестированию программы («бета-версия»), в том числе опубликованных официально версий и так называемых «релиз-кандидатов» программы.
По виду деятельности могут выделяться:
- тест-аналитик — выполняет анализ продукта, разбивает его на составные части, расставляет приоритеты тестирования и составляет логическую карту приложения;
- тест-дизайнер — на основании информации, полученной от аналитика, приступает к разработке тестов;
- собственно тестировщик — проводит непосредственно тестирование по уже готовым тест-кейсам.

Необходимыми качествами тестировщика являются логическое мышление, внимательность, хорошая память, умение учиться и адаптироваться к существующим задачам, быстро переключаться с одного типа задач на другой. Не менее важны терпение, усидчивость и умение работать в команде.
Кроме того, тестировщик выступает одновременно и как пользователь, и как эксперт, а потому должен иметь определённый склад мышления: уметь воспроизводить поведение пользователя продукта и анализировать поведение системы, входящие параметры и полученные результаты с точки зрения инженера. Одной из особенностей профессии является возможность удалённой работы, причём расстояние часто не имеет значения (тестировщик может находиться в другом городе или стране по отношению к разработчику и заказчику).
Основными требованиями к соискателю, как правило, являются:
- высшее образование;
- базовые навыки программирования, работы с базами данных и администрирования операционных систем;
- знания основных технологий построения ПО и структуры программных комплексов;
- знание языка запросов SQL, скриптовых языков;
- знание английского языка;
- умение работать с системой отслеживания ошибок и версиями программного обеспечения.

При этом требования к уровню необходимых навыков и специализации варьируются в зависимости от тестируемого программного обеспечения.
9 сентября отмечается неофициальный «день тестировщика».